# Alfredo Chighine
Alfredo Chighine (Milano, 9 marzo 1914 – Pisa, 16 luglio 1974) è stato un pittore e scultore italiano.

## Biografia
Alfredo Chighine nasce a Milano il 9 marzo del 1914 dal matrimonio tra Pietro, operaio meccanico immigrato dalla Sardegna, e Teresa Chiodini, lombarda. 
Negli anni trenta, benché le condizioni economiche familiari lo costringano ad impiegarsi come semplice operaio, riesce comunque a frequentare i corsi per incisori presso l'Umanitaria, una vecchia scuola di avviamento professionale milanese; in quelle classi si lega d'amicizia con il giovane Franco Francese, minore di sei anni, da quel momento una presenza importante nella vita del pittore.
Gli studi proseguiranno poi ai corsi serali dell'Istituto Superiore di Arti Decorative di Monza, il celebre ISIA, una scuola prevista dalla legge Gentile che contribuì alla formazione di artisti e artigiani fra il 1922 e il 1943: voluta da un Consorzio formato dal Comune di Milano, dalla Società Umanitaria di Milano e dal Comune di Monza, fu una soluzione inedita per l'Italia, sviluppando un discorso e un percorso artistico simile a quello attuato in Germania con il Bauhaus.
Ventenne, nel 1934, sposa Wanda Cavalli, collega di lavoro, da cui ha due figli, il primogenito Gianni (1935), e Pietro (1940).
Nel 1941 partecipa alla prima mostra pubblica esponendo alla III Mostra Provinciale del Sindacato Fascista di Belle Arti tenutasi negli spazi della Società Permanente di Milano.
Solo al termine della seconda guerra mondiale Chighine riesce ad iscriversi ai corsi di Brera, frequentando le lezioni di Manzù. In questi anni si dedica prevalentemente al disegno, e approfondisce la tecnica scultorea, per lo più modellando in legno.
A Milano espone ancora nel 1945 e nel 1946, alle iniziali edizioni della Mostra di Pittura e Scultura del Fronte della Gioventù; ma è nel 1946 la vera affermazione, vincendo, con una Deposizione, il primo premio dedicato a Ciri Agostoni alla mostra Oltre Guernica , tenutosi nella storica latteria della signora Titta nel quartiere di Brera.
Nello stesso anno espone al Premio di Scultura della Spiga l'opera “Donna sotto i bombardamenti del 1945”, subito raccolta nella Collezione Boschi, oggi confluita nelle Civiche Raccolte del Comune di Milano.
D'altronde, Antonio Boschi in questi anni acquista diverse opere di Chighine fornendogli un valido sostegno.
Nel 1946 Chighine si separa dalla moglie trasferendosi a vivere e lavorare nello studio di via Mac Mahon.
Grazie all'interessamento di Giuseppe Ajmone, nel 1947 illustrata le poesie di Esenin per Einaudi, firmando una cartella incisoria ormai rara.
L'artista viene selezionato per XXIV Biennale di Venezia nell'estate del 1948, cui partecipa con due sculture in legno: “Maternità” e “Nudo di bambino”.
Un suo dipinto viene esposto alla I Mostra d'Arte Contemporanea tenuta nell'ottobre del 1948 all'Alleanza della Cultura di Bologna, esposizione cruciale per gli eventi artistici nazionali in quanto anticipatoria della frattura condotta all'interno del Fronte Nuovo delle Arti in due opposte fazioni: quella di linguaggio astratto promossa dal Gruppo degli Otto appoggiato da Lionello Venturi, e quella invece propensa a mantenere i caratteri realisti più consoni all'estetica del Partito Comunista.
Alla fine degli anni quaranta la sua produzione pittorica diviene preponderante, fino a sostituire la scultura, inizialmente con temi legati al paesaggio, poi sempre più in direzione informale.
La prima mostra personale è organizzata alla Galleria San Fedele di Milano nel dicembre del 1951, anno in cui partecipa alla IX Triennale di Milano. Nel 1952 espone l'olio “Campo di grano” al VII Premio Lissone, una delle principali rassegne artistiche del dopoguerra, cui partecipano importanti autori nazionali e stranieri.
Partecipa alla X Triennale di Milano e al Premio Marzotto, nel 1954, anno in cui avviene il definitivo distacco dalla scultura.
Nel 1955 prende parte a La Spezia al Premio di pittura del Golfo e a Venezia al Premio Esso tenutosi negli spazi del Padiglione italiano della Biennale, ai Giardini.
In questo anno comincia la collaborazione con la Galleria del Milione, il cui direttore, Gino Ghiringhelli, è conosciuto attraverso un contatto procurato da Marco Valsecchi. La prima è una mostra collettiva, insieme ad Ajmone, Carmassi e Romiti presentata da Franco Russoli. Nel 1960 Ghiringhelli favorirà l'acquisizione di un'opera di Chighine dalla Tate gallery di Londra.
Dal 1956 al 1958 Chighine tiene il proprio studio in via Rossini al civico 3, uno spazio che in un primo tempo divide con Giordano e poi con Bionda.
Nel febbraio del 1956 partecipa alla sua seconda mostra collettiva alla Galleria del Milione, insieme ad Ajmone, Bendini e Vacchi, presentati in catalogo da Emilio Tadini; nel corso dell'estate vince con "Composizione rosa verde" il VII Premio Nazionale di Pittura del Golfo della Spezia e, durante il mese di novembre, tiene la sua prima personale alla Galleria del Milione, dove espone ventisette tele degli anni 1954-1956.
Con tre tele del 1957, partecipa per la prima volta alla mitica rassegna torinese curata da Luigi Carluccio Francia-Italia.
Sempre nel corso dello stesso anno è presente all'esposizione della collezione Cavellini di Brescia tenuta alla Galleria Nazionale d'Arte Moderna di Roma, ed è invitato da Lionello Venturi sia alla mostra di acquerelli al Brooklyn Museum sia a quella sulla pittura italiana del dopoguerra alla Columbia University, tenute entrambe a New York.
Sempre nell'anno 1957 partecipa alla prima edizione della Rome-New York Art Foundation a cura di Laurence Allowav, Pierre Restany e Michel Tapié all'Isola Tiberina a Roma, dove compare - per la prima volta in Italia - il lavoro di Rauschenberg. Laurence Allowav lo invita alla mostra "Between Space and Earth. Trends in Contemporary Italian Art" che si tiene alla Marlborough Gallerv di Londra.
Chighine è chiamato a esporre insieme agli spazialisti.
Nel 1957 si reca a Parigi, una città che per tutti gli artisti della sua generazione significa ancora il centro delle propulsore delle arti.
Del 1958 è il secondo matrimonio, con Ester Violante.
Il suo atelier si sposta definitivamente in corso Garibaldi 95 a Milano, mentre al numero 98 della stessa via si sarebbero raccolti alcuni fra i protagonisti del Realismo esistenziale.
Dallo stesso anno incomincia a trascorrere l'estate a Viareggio dove la famiglia della moglie ha una casa; nel giardino Chighine ricava uno spazio e lo adibisce a studio.
Nel corso del 1958 si consolida l'immagine pubblica di Chighine in Italia e all'estero: partecipa su invito di Franco Russoli alla XXIX Biennale di Venezia dove espone tre opere datate 1957 ed è invitato da Umbro Apollonio alla rassegna d'avanguardia internazionale "L'art du XX Siede" al Palais des Expositions di Charleroi in Belgio e da Michel Tapié al Festival di Osaka in Giappone.
Emilio Tadini scrive il testo per la prima monografia dell'artista e Marco Valsecchi inserisce l'opera di Chighine nel volume Trentaquattro opere della giovane pittura italiana, editi entrambi dal Milione in questo stesso anno.
Nel mese di novembre la Galleria del Milione allestisce la sua seconda mostra personale, presentata da Franco Russoli, con quadri eseguiti fra il 1957 e il 1958.
Nel 1959 tiene la prima mostra personale a Roma alla Galleria Odyssia e compie un viaggio nel Mezzogiorno italiano, dove scopre luci e colori differenti da quelli propriamente padani.
Durante il 1960 partecipa alla XII Triennale di Milano e alla XXX Biennale di Venezia che gli dedica una sala personale dove vengono presentate quindici fra le ultime tele — sono tutte datate 1960 — ancora una volta con presentazione di Franco Russoli. Nel mese di novembre la Galleria del Milione allestisce una sua personale che presenta una quarantina di opere recenti e in questa occasione viene pubblicata una grande monografia a cura di Guido Ballo, in cui sono documentate per lo più le opere eseguite negli ultimi due anni (1958-1960): lo scritto rimane uno dei principali momenti di lettura critica dell'opera chighiniana.
Nel 1961 è nuovamente invitato alla rassegna torinese Francia-Italia, partecipa alla Biennale di San Paolo ed espone alla Mostra della critica, curata da nove critici italiani e allestita prima alla Galleria d'arte Moderna di Milano e poi al Palazzo della Quadriennale a Roma. 
Durante il 1963 Scalabrini pubblica il volume “Un milione di anni” che raccoglie alcune poesie inedite di Raffaele Carrieri e che contiene dodici acqueforti di Chighine.
Nel 1964 tiene una mostra alla Galleria del Milione dove espone una scelta di trentaquattro opere dell'anno precedente.
Nel mese di giugno Chighine è presente con una sala personale alla mostra "Pittura a Milano dal 1945 al 1964", allestita nelle sale di Palazzo Reale a Milano, e questa occasione si configura come la prima possibilità di proporre un corpus di opere eseguite in diversi periodi (due Maternità in legno degli anni quaranta e diciotto tele dipinte fra il 1954 e il 1963).
In questo stesso anno è notevole inoltre l'attenzione che Guido Ballo gli dedica nella pubblicazione “La linea dell'arte italiana dal simbolismo alle opere moltiplicate”, uscito per le Edizioni Mediterranee di Roma. Purtroppo, a ridosso di queste felici occasioni, nell'agosto del 1964 viene improvvisamente a mancare Gino Ghiringhelli.
L'anno successivo, sempre al Milione, presenta un'antologica di opere eseguite nell'ultimo decennio accompagnata dagli interventi critici di Gianfranco Bruno e di Gianfranco Dillon. Partecipa inoltre al XIII Premio Nazionale di Pittura Golfo della Spezia e alla IX Quadriennale di Roma.
La seconda metà dagli anni sessanta segna la fine del rapporto con la galleria del Milione, e l'avvio dei rapporti con la Galleria delle Ore. 
Alle Ore Chighine, nel dicembre del 1967, dopo aver tenuto una mostra personale alla Galleria Mosaico di Chiasso con testo introduttivo di Guronici, espone un nucleo di trenta opere eseguite tra il 1966 e il 1967, con presentazione di Marco Valsecchi.
Nell'attività espositiva si registra un'intensificazione delle mostre personali, mentre si constata un diradarsi delle presenze alle rassegne collettive. Durante il mese di marzo del 1969 tiene una personale alla Steccata di Parma con presentazione di Roberto Tassi. Nel corso dello stesso mese si apre anche una personale alla Galleria la Nuova Pesa di Roma.
Durante la primavera del 1970, Chighine espone alla Galleria del Milione un cospicuo gruppo di opere su carta, acquarelli e disegni eseguiti fra il 1969 e il 1970; in autunno viene invitato da Nello Ponente alla mostra Arte italiana del Dopoguerra. Movimento degli astratto-concreti 1950-1955 tenuta in Palazzo Torlonia.
Nel 1971 è la personale alla Galleria Bergamini di Milano, presentata da Roberto Tassi e una personale alla Bottega d'Arte di Acqui Tenne con testo introduttivo di Franco Russoli; lo stesso che presenterà nel 1972 la mostra antologica tenuta alla Galleria Annunciata di Milano.
Sempre durante il 1972 il Museo Poldi Pezzoli organizza un'esposizione sulle esperienze artistiche milanesi del ventesimo secolo: Milano 70/70. Un secolo d'arte.
A Milano nel 1973 tiene due personali: una alla Galleria Manieri e l'altra alla Galleria delle Ore, con presentazione di Roberto Tassi. Nel corso dello stesso anno Francesco Biamonti presenta la sua personale alla Bottega d'Arte di Acqui Tenne e, con una sola tela della fine degli anni cinquanta, Chighine partecipa alla mostra collettiva Il nuovo paesaggio. La natura curata da Gianfranco Bruno alla Galleria Cocorocchia di Milano.
Lo stesso Bruno, con Mario De Micheli e Roberto Tassi, lo invita a esporre un corpus di opere - per lo più datate 1970-1972 - alla mostra "Pittura in Lombardia 1945-1973" alla Villa Reale di Monza.
Del 1974 è l'esposizione a Palazzo Reale di Milano con una scelta di opere della Donazione Boschi (50 anni di pittura italiana nella collezione Boschi-Di Stefano donata al Comune di Milano), in cui compaiono numerosi lavori eseguiti da Chighine durante la seconda metà degli anni quaranta e i primi anni cinquanta.
Con una tempera partecipa durante l'estate del 1974 al Premio Ginestra d'Oro del Conero tenuto ad Ancona, vincendolo.
In quello stesso anno i suoi problemi di salute si aggravano. La speranza di trovare sollievo nel clima mite di Viareggio gli fa decidere di trasferirsi in Toscana. 
Chighine muore il 16 luglio del 1974 all'età di 60 anni nella clinica San Rossore di Pisa, dove era stato ricoverato circa un mese prima a causa di una trombosi cerebrale. È sepolto al Cimitero Monumentale di Milano.
La prima monografia dell'autore esce nel 1991 per i tipi di Matasci Arte (CH) a firma di Elisabetta Longari che nel tempo ha curato diverse personali dell'artista in spazi pubblici (Palazzo Martinengo, Brescia 1993; Palazzo della Permanente, Milano 2000) e in gallerie private (Galleria Marini, Milano 2014). L'ultima grande antologica è stata organizzata dalla città di Legnano a Palazzo Leone da Perego nel 2005, a cura di Flavio Arensi e Alberto Montrasio.

## Alfredo Chighine nei musei
- Casa-museo Boschi Di Stefano, Milano
- Fondazione Biscozzi Rimbaud, Lecce
- Gallerie d'Italia - Milano, Milano
- Museo d’arte Mendrisio, Mendrisio
- Società per le Belle Arti ed Esposizione Permanente, Milano